# Synclerostola atenistis
Synclerostola atenistis là một loài bướm đêm trong họ Noctuidae.